# Fototoxická látka
Fototoxická látka je látka, která je toxická pouze za působení světla, respektive látka, jejíž toxicita na světle výrazně stoupne. Příkladem fototoxické látky jsou furanokumariny obsažené v bolševnících, zejména v bolševníku velkolepém, které ve tmě pouze dráždí pokožku, zatímco na slunci způsobují mokvající a špatně se hojící rány.